# Duitse militaire begraafplaats in Dürrerhof
De Duitse militaire begraafplaats in Dürrerhof is een militaire begraafplaats in de gemeente Eisenach in Duitse deelstaat Thüringen. Op de begraafplaats liggen omgekomen Duitse militairen uit de Tweede Wereldoorlog.

## Begraafplaats
De begraafplaats is opgebouwd uit kruizen met de namen en geboorte- en sterfdatum erop en liggen enkele meters uit elkaar. Er liggen voornamelijk militairen begraven die zijn omgekomen tijdens de strijd aan het oostfront.